# Кулыга
Кулы́га (укр. Кулига) — село в Винницком районе Винницкой области Украины. До 19 июля 2020 года входило в состав Литинского района.
Код КОАТУУ — 0522483601. Население по переписи 2001 года составляет 417 человек. Почтовый индекс — 22346. Телефонный код — 4347.
Занимает площадь 0,149 км².
В селе действует храм Апостола и Евангелиста Иоанна Богослова Литинского благочиния Винницкой епархии Украинской православной церкви.

## Адрес местного совета
22343, Винницкая область, Винницкий район, с. Кулыга, ул. Ленина, 81.